# Sonate K. 7
Pour un article plus général, voir Essercizi per gravicembalo.
La sonate K. 7 (F.523/L.379) en la mineur est une œuvre pour clavier du compositeur italien Domenico Scarlatti. C'est la septième sonate du seul recueil publié du vivant de l'auteur, les Essercizi per gravicembalo (1738) qui contient trente numéros.

## Présentation
La sonate en la mineur, K. 7, est notée Presto. Très difficile techniquement, certains motifs atteignent la plus haute virtuosité, telles les mesures 9 à 22 de la première section et 95 à 116, dans la seconde, qui se jouent en croisement de mains.

## Édition
L'œuvre est imprimée dans le recueil des Essercizi per gravicembalo publié sans doute à Londres en 1738.

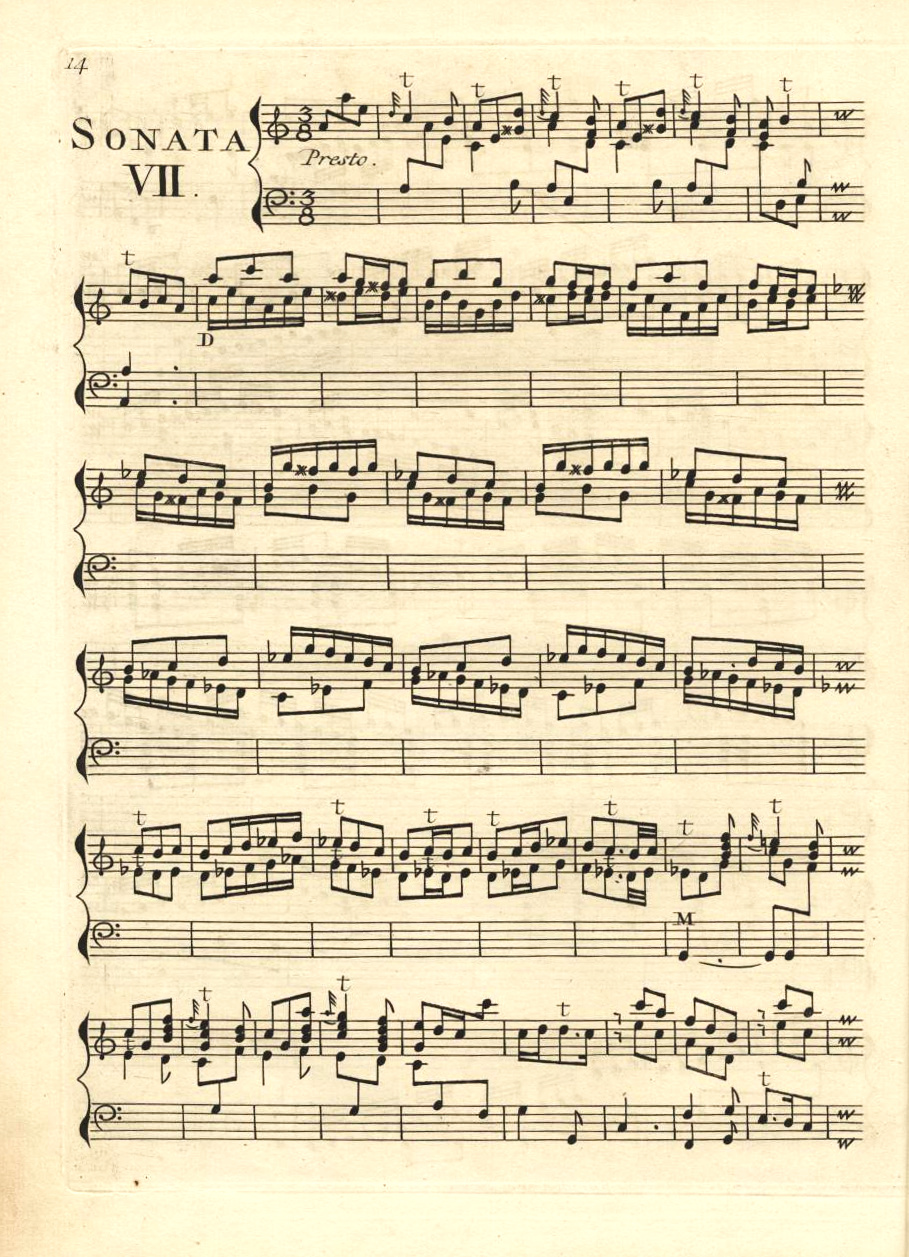
Édition Amsterdam, 1742.
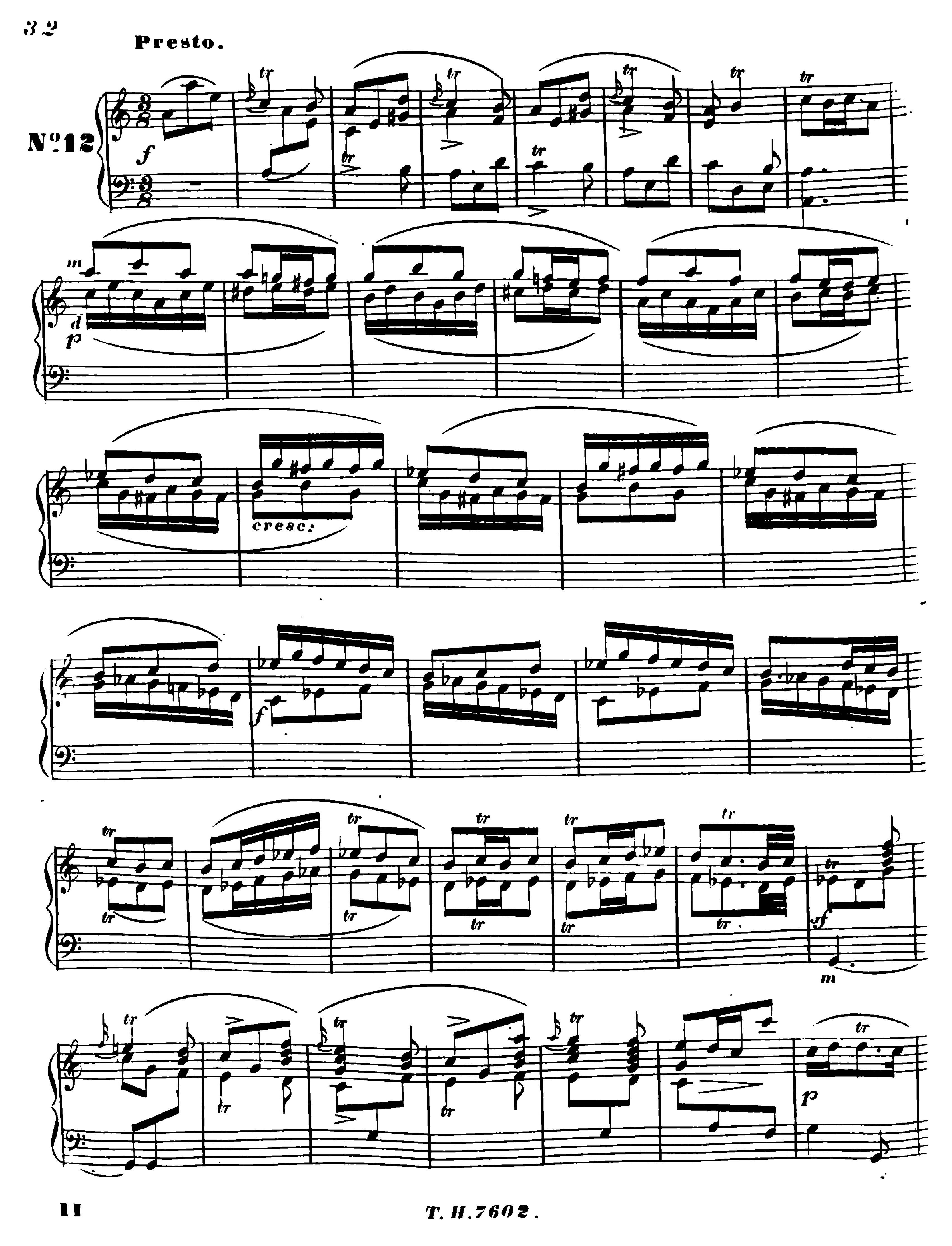
Édition Haslinger/Czerny, 1838.

## Interprètes
La sonate K. 7 est interprétée au piano notamment par Carlo Grante (2010, Music & Arts, vol. 1) ; au clavecin par Scott Ross (1976, Still et 1985, Erato), Rafael Puyana (1988), Joseph Payne (BIS Records, 1990), Laura Alvini, Ottavio Dantone (2002, Stradivarius, vol. 8), Ottavio Dantone, Richard Lester (2004, Nimbus, vol. 1), Pieter-Jan Belder (Brilliant Classics), Kenneth Weiss (2007, Satirino) et Hank Knox (2021, Leaf Music).

## Sources
: document utilisé comme source pour la rédaction de cet article.
- Ralph Kirkpatrick (trad. de l'anglais par Dennis Collins), Domenico Scarlatti, Paris, Lattès, coll. « Musique et Musiciens », 1982 (1re éd. 1953 (en)), 493 p. (OCLC 954954205, BNF 34689181).
- Alain de Chambure, « Domenico Scarlatti : Intégrale des sonates — Scott Ross », p. 172–175, Erato (2564-62092-2), 1985 (OCLC 891183737) .
- François-René Tranchefort (dir.), Guide de la musique de piano et de clavecin, Paris, Fayard, coll. « Les Indispensables de la musique », 1987, 578 p. (ISBN 978-2-213-01639-9, OCLC 17967083), p. 640–641.